# Cartajima
Cartajima è un comune spagnolo di 238 abitanti situato nella comunità autonoma dell'Andalusia.